# ダイアナ・クラール
ダイアナ・クラール（本名：ダイアナ・ジーン・クラール (Diana Jean Krall), 1964年11月16日 - ）は、カナダ出身の女性ジャズ・ピアニスト、歌手。クラールの実際の発音はクロールに近い。
1990年代以降に最も成功したジャズ歌手の一人で、1999年から5度のグラミー賞を獲得した。夫はミュージシャンのエルヴィス・コステロ。

## 生い立ち

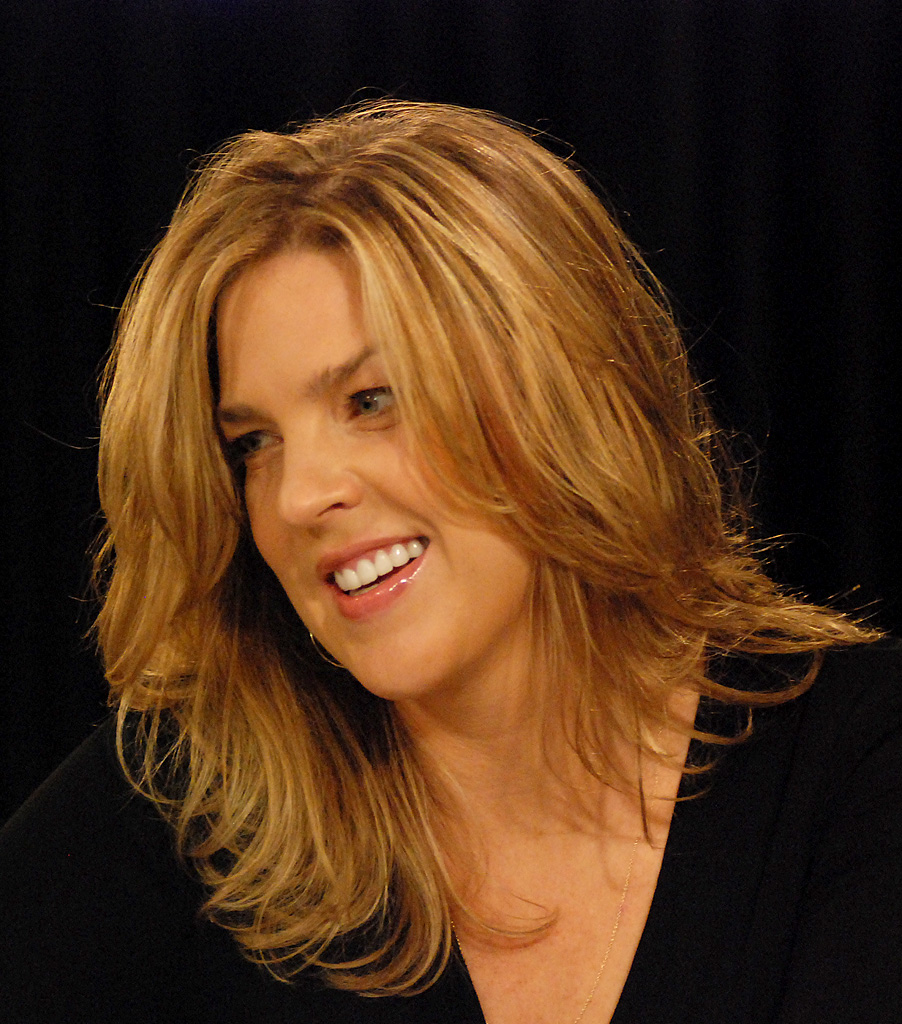
カナダ・トロント公演 (2007年9月)

ダイアナ・クラールはカナダのナナイモ（ブリティッシュコロンビア州）に住む音楽一家に生まれ、4歳でピアノを習い始める。幼い頃に家族と一緒にバンクーバーに転居、高校の小さなジャズバンドで活動を始めた。15歳の時、ナナイモのレストランでピアノ演奏を始める。
1981年、17歳になってからはバンクーバー・インターナショナル・ジャズ・フェスティバルの奨学金を得て、ボストンにあるバークリー音楽大学に入学、卒業した。
バークリー音楽学院では、当時同級生に小曽根真がいた。
ナナイモでクラールの演奏を聞き興味を持った著名なベース演奏者、レイ・ブラウンと出会いロサンゼルスに行かないかと誘われる。それを承諾したクラールはロサンゼルスへと旅立ち、ピアニストのジミー・ロウルズと出会い、歌い始めた。ロサンゼルスでは、さまざまなミュージシャンからの影響を受けるとともに、プロデューサーとの出会いも経験することになる。
1990年にはニューヨークへ転居している。
2003年12月にイギリス生まれのミュージシャン、エルヴィス・コステロと結婚。2006年12月には最初の子供（双子の男の子）を出産した。

## 経歴

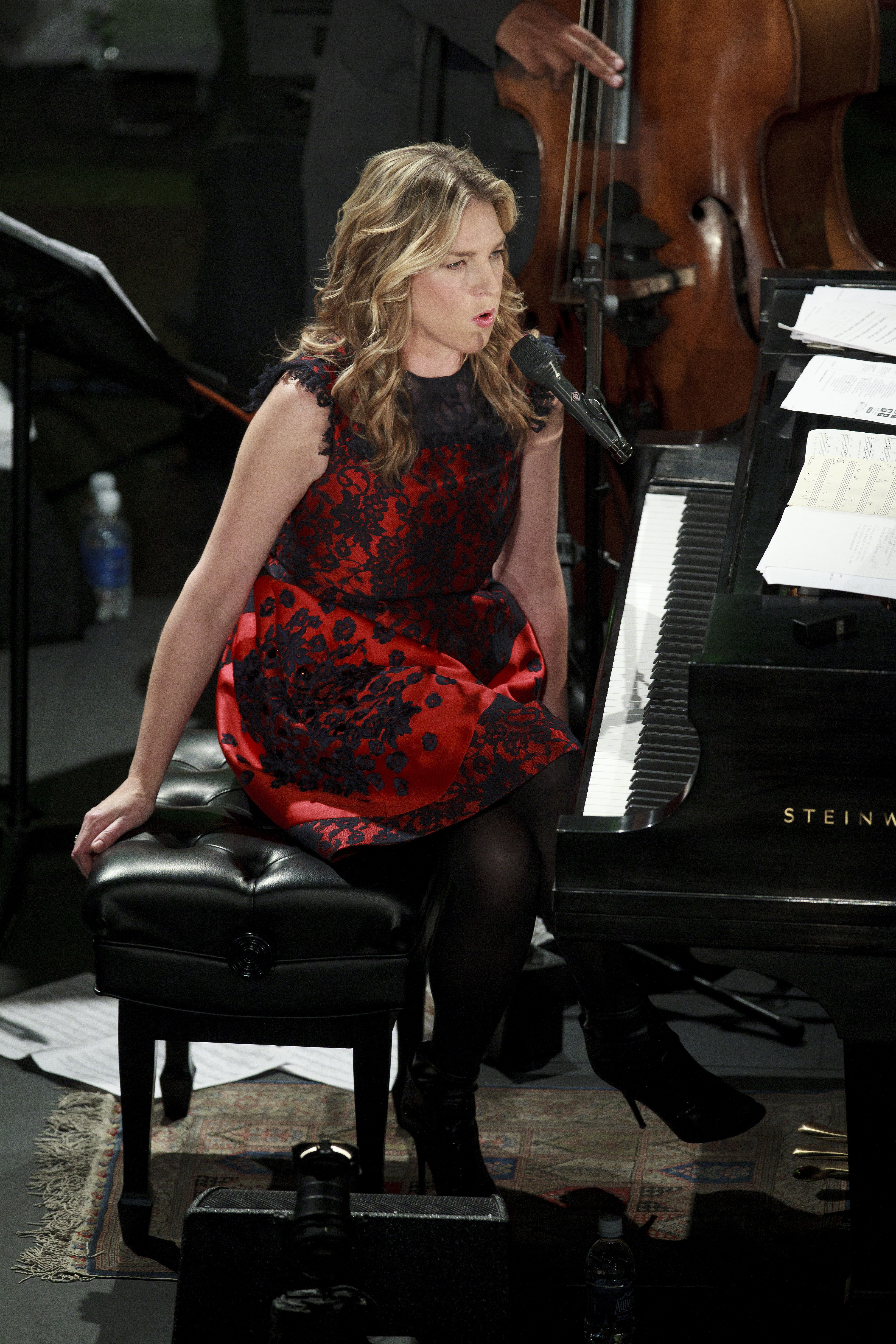
USA.シャーロッツビル公演 (2010年11月)

1993年には、ジョン・クレイトンとジェフ・ハミルトンとともに録音し、初めてのアルバム『ステッピング・アウト（Stepping Out）』を発表。このアルバムはプロデューサーであるトミー・リピューマに注目された。
1995年には、彼のプロデュースでセカンドアルバム『オンリー・トラスト・ユア・ハート（Only Trust Your Heart）』を出した。
1996年、サードアルバム『オール・フォー・ユー〜ナット・キング・コール・トリオに捧ぐ（All for You: A Dedication to the Nat King Cole Trio）』（1996年発表）はグラミー賞にノミネートされ、また70週間もの間、ビルボードのジャズ・チャートに上がっていた。
1997年、クラール、ラッセル・マローン（ギター）、クリスチャン・マクブライド（ベース）のトリオで出した『ラヴ・シーンズ（Love Scenes）』（1997年発表）も同時にヒットした。
1999年、『ホエン・アイ・ルック・イン・ユア・アイズ（When I Look In Your Eyes）』（1999年）ではジョニー・マンデルによるオーケストラ・アレンジのバックもあり、再度グラミー賞にノミネートされ、クラールはその年の最優秀ジャズミュージシャンとして表彰された。
2000年8月にクラールはトニー・ベネットと共に計20都市のジョイントツアーをした。
2001年、『ザ・ルック・オブ・ラヴ（The Look of Love）』（2001年）でもバンド・ミックスのコンセプトが続き、プラチナ・ディスクとなりビルボードでも上位10位に達した。カナダのアルバムチャートでは1位となり、カナダではクワドループル（4倍）プラチナ・ディスクとなった。このアルバムのタイトル曲は1960年代末に人気を博した映画「カジノ・ロワイヤル」のダスティ・スプリングフィールドとセルジオ・メンデスの作品のカバーで、アダルト・コンテンポラリー・チャートで22位に達した。
2001年9月にクラールはワールドツアーを開始した。フランス・パリのオランピア劇場でのライブは彼女の初めてのライブアルバム『ライヴ・イン・パリ』としてリリースされた。このライブはビルボード・ジャズ部門でトップ20に入り、カナダではトップ5の座を飾った。これにより彼女は二つ目のグラミー賞（最優秀ジャズボーカル）とジュノー賞を受賞した。このアルバムはビリー・ジョエルの「素顔のままで（Just the Way You Are）」のカバー（アメリカのスムーズ・ジャズラジオ局でヒットした）とジョニ・ミッチェルの「ア・ケイス・オブ・ユー（A Case of You）」のカバーが含まれている。

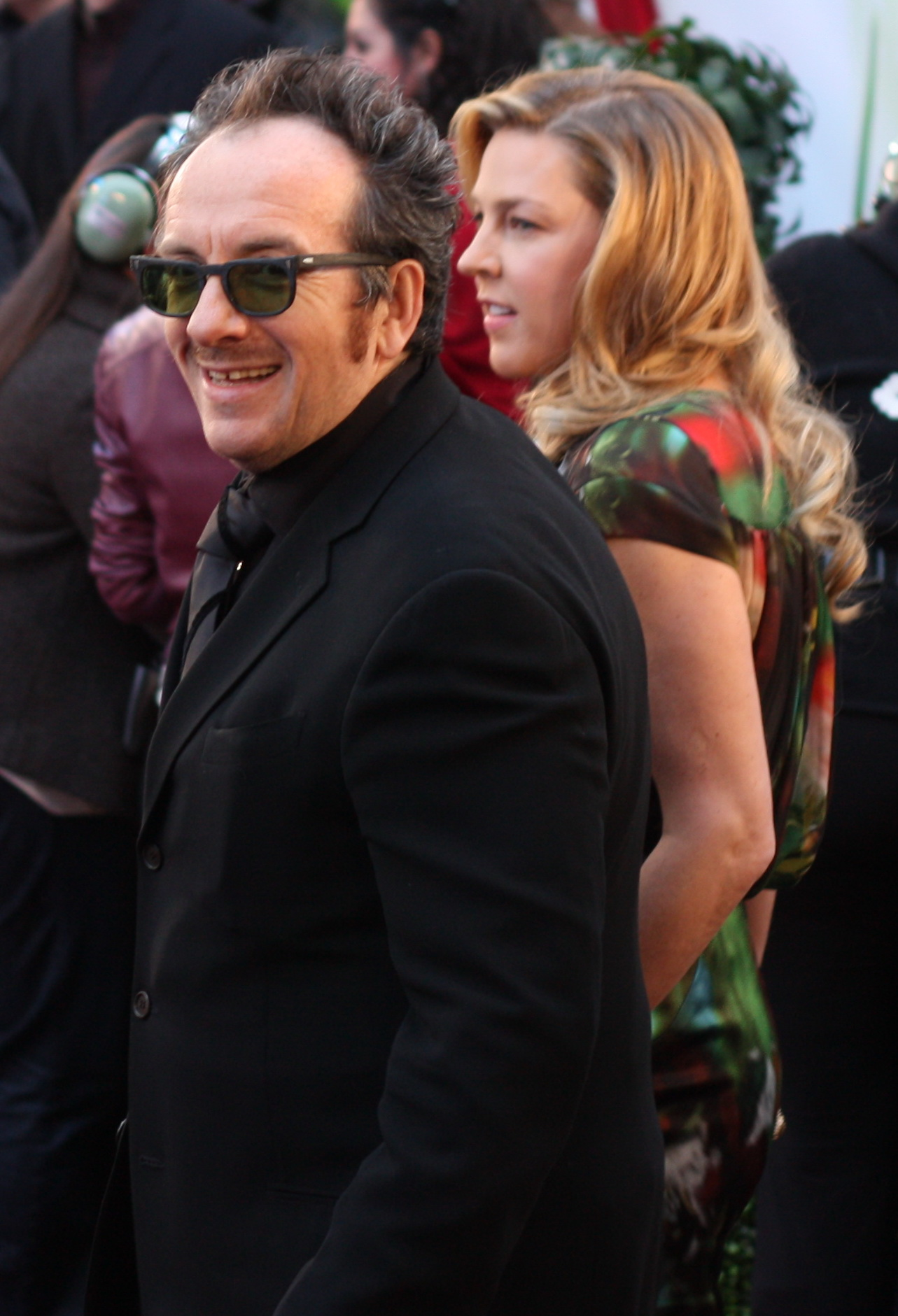
夫エルヴィス・コステロと (2009年3月)

2003年、エルヴィス・コステロと結婚以来、夫と共に作詞・作曲家としても活動する。2004年4月に発表したアルバム『ザ・ガール・イン・ジ・アザー・ルーム（The Girl in the Other Room）』は、まもなく全英アルバムチャートのトップ5に入り、オーストラリアのランキングではトップ40にも入った。
トム・ウェイツの1987年のアルバム『フランクス・ワイルド・イヤーズ』からのカバー「テンプテーション（Temptation）」は世界ジャズチャート（米独仏日中のチャートからなる）で1位となった。
2007年5月末より、クラールはレクサスの宣伝キャンペーンに起用され、「Dream a Little Dream of Me」を大御所ピアニストのハンク・ジョーンズのピアノにあわせ歌うこととなった。
2009年の映画「パブリック・エネミーズ」にクラブのシンガーとして出演。
2011年、ポール・マッカートニーのアルバム『キス・オン・ザ・ボトム』（発表は2012年）のレコーディングに参加して、ピアノとリズム・アレンジを担当した。
2015年、トップの音楽プロデューサー、デイヴィッド・フォスター プロデュースによるアルバム『Wallflower』をリリース。

## 日本公演
- 1998年6月7日　東京簡易保険ホール　Jazz　Elite３

- 2002年

10月5日 東京国際フォーラムホールC、7日 大阪厚生年金会館芸術ホール、8日 名古屋市民会館中ホール、10日 オーチャードホール、12日 東京国際フォーラムホール
- 2005年

3月21日 名古屋市民会館中ホール、22日 大阪サンケイホール、24日,25日 オーチャードホール
- 2016年

2月24日、25日 昭和女子大学人見記念講堂、27日 東京芸術劇場、29日 グランキューブ大阪
- 2019年

11月5日、6日、7日  オーチャードホール、9日　金沢本多の森ホール、11日　広島上野学園ホール、13日　大阪フェスティバルホール

## ディスコグラフィ

### アルバム
| 年                                        | タイトル                                                                | アルバム詳細 | チャート最高位 | チャート最高位 | チャート最高位 | チャート最高位 | チャート最高位 | チャート最高位 | チャート最高位 | チャート最高位 | チャート最高位 | チャート最高位 | 認定 |
| 年                                        | タイトル                                                                | アルバム詳細 | CAN            | AUS            | AUT            | FRA            | GER            | NOR            | NZ             | SWI            | UK             | US             | 認定 |
| ----------------------------------------- | ----------------------------------------------------------------------- | --- | -------------- | -------------- | -------------- | -------------- | -------------- | -------------- | -------------- | -------------- | -------------- | -------------- | --- |
| 1993                                      | Stepping Out                                                            | - 発売日: 1993年 - レーベル: Justin Time - フォーマット: CD, cassette, digital download                                   | —              | —              | —              | —              | —              | —              | —              | —              | —              | —              | - CAN: ゴールド |
| 1995                                      | Only Trust Your Heart                                                   | - 発売日: 1995年2月14日 - レーベル: GRP - フォーマット: CD, digital download                                              | —              | —              | —              | —              | —              | —              | —              | —              | —              | —              | |
| 1996                                      | All for You: A Dedication to the Nat King Cole Trio                     | - 発売日: 1996年3月12日 - レーベル: Impulse!, GRP - フォーマット: CD, LP, cassette, digital download - 全米売上: 50万枚   | —              | —              | —              | —              | —              | —              | —              | —              | —              | —              | - CAN: ゴールド - US: ゴールド                                                                                                  |
| 1997                                      | Love Scenes                                                             | - 発売日: 1997年8月26日 - レーベル: Impulse! - フォーマット: SACD, CD, LP, cassette, digital download - 全米売上: 100万枚 | 47             | —              | —              | 35             | —              | —              | 45             | —              | 152            | 109            | - CAN: 2× プラチナ - US: プラチナ                                                                                               |
| 1999                                      | 『ホエン・アイ・ルック・イン・ユア・アイズ』 - When I Look in Your Eyes | - 発売日: 1999年6月8日 - レーベル: Verve - フォーマット: SACD, CD, LP, cassette, digital download - 全米売上: 100万枚     | 12             | —              | —              | 17             | —              | —              | 28             | —              | 72             | 56             | - CAN: 3× プラチナ - FRA: ゴールド - UK: シルバー - US: プラチナ                                                                |
| 2001                                      | 『ザ・ルック・オブ・ラヴ』 - The Look of Love                           | - 発売日: 2001年9月18日 - レーベル: Verve - フォーマット: SACD, CD, LP, cassette, digital download - 全米売上: 160万枚    | 1              | 7              | 15             | 5              | 15             | 15             | 6              | 29             | 23             | 9              | - CAN: 7× プラチナ - AUS: プラチナ - AUT: ゴールド - FRA: プラチナ - NZ: プラチナ - SWI: ゴールド - UK: ゴールド - US: プラチナ |
| 2004                                      | 『ザ・ガール・イン・ジ・アザー・ルーム』 - The Girl in the Other Room   | - 発売日: 2004年4月27日 - レーベル: Verve - フォーマット: SACD, CD, LP, digital download - 全米売上: 50万枚               | 1              | 21             | 3              | 2              | 7              | 2              | 5              | 7              | 4              | 4              | - CAN: 2× プラチナ - AUS: ゴールド - AUT: ゴールド - GER: ゴールド - NZ: プラチナ - SWI: ゴールド - UK: ゴールド - US: ゴールド |
| 2005                                      | Christmas Songs                                                         | - 発売日: 2005年11月1日 - レーベル: Verve - フォーマット: CD, LP, digital download - 全米売上: 50万枚                     | 2              | —              | 27             | 52             | 34             | 16             | —              | 28             | 155            | 17             | - CAN: 2× プラチナ - US: ゴールド                                                                                               |
| 2006                                      | From This Moment On                                                     | - 発売日: 2006年11月19日 - レーベル: Verve - フォーマット: CD, LP, digital download                                       | 1              | 28             | 15             | 6              | 16             | 17             | 17             | 15             | 29             | 7              | - CAN: 2× プラチナ |
| 2009                                      | Quiet Nights                                                            | - 発売日: 2009年3月31日 - レーベル: Verve - フォーマット: CD, LP, digital download - 全米売上: 10.4万枚                   | 2              | 14             | 3              | 3              | 7              | 2              | 2              | 10             | 11             | 3              | - AUS: ゴールド - AUT: ゴールド - FRA: ゴールド - NZ: ゴールド                                                                  |
| 2012                                      | Glad Rag Doll                                                           | - 発売日: 2012年10月2日 - レーベル: Verve - フォーマット: CD, LP, digital download - 全米売上: 19.1万枚                   | 2              | 44             | 8              | 3              | 17             | 21             | 19             | 13             | 21             | 6              | - CAN: ゴールド - FRA: ゴールド                                                                                                 |
| 2015                                      | Wallflower                                                              | - 発売日: 2015年2月3日 - レーベル: Verve - フォーマット: SACD, CD, LP, digital download - 全米売上: 4.4万枚               | 2              | 7              | 5              | 4              | 9              | 4              | 9              | 5              | 19             | 10             | - CAN: プラチナ |
| 2017                                      | Turn Up the Quiet                                                       | - 発売日: 2017年5月5日 - レーベル: Verve - フォーマット: CD, LP, digital download                                         | 8              | 37             | 5              | 10             | 16             | 15             | 19             | 10             | 32             | 18             | |
| "—"は未発売またはチャート圏外を意味する。 |                                                                         | |                |                |                |                |                |                |                |                |                |                | |

### ライブ・アルバム
| 年   | タイトル      | アルバム詳細                                                                       | チャート最高位 | チャート最高位 | チャート最高位 | チャート最高位 | チャート最高位 | チャート最高位 | チャート最高位 | チャート最高位 | チャート最高位 | チャート最高位 | 認定                                                             |
| 年   | タイトル      | アルバム詳細                                                                       | CAN            | AUS            | AUT            | FRA            | GER            | NOR            | NZ             | SWI            | UK             | US             | 認定                                                             |
| ---- | ------------- | ---------------------------------------------------------------------------------- | -------------- | -------------- | -------------- | -------------- | -------------- | -------------- | -------------- | -------------- | -------------- | -------------- | ---------------------------------------------------------------- |
| 2002 | Live in Paris | - 発売日: 2002年10月1日 - レーベル: Verve - フォーマット: CD, LP, digital download | 3              | 41             | 19             | 23             | 53             | 5              | 6              | 30             | 30             | 18             | - CAN: 2× プラチナ - AUS: ゴールド - UK: シルバー - US: ゴールド |

### コンピレーション・アルバム
| 年                                        | タイトル                     | アルバム詳細                                                                       | チャート最高位 | チャート最高位 | チャート最高位 | チャート最高位 | チャート最高位 | チャート最高位 | チャート最高位 | チャート最高位 | チャート最高位 | チャート最高位 | 認定            |
| 年                                        | タイトル                     | アルバム詳細                                                                       | CAN            | AUS            | AUT            | FRA            | GER            | NOR            | NZ             | SWI            | UK             | US             | 認定            |
| ----------------------------------------- | ---------------------------- | ---------------------------------------------------------------------------------- | -------------- | -------------- | -------------- | -------------- | -------------- | -------------- | -------------- | -------------- | -------------- | -------------- | --------------- |
| 2007                                      | The Very Best of Diana Krall | - 発売日: 2007年9月18日 - レーベル: Verve - フォーマット: CD, LP, digital download | 6              | 40             | 36             | —              | 52             | 6              | 17             | 25             | 35             | 19             | - CAN: プラチナ |
| "—"は未発売またはチャート圏外を意味する。 |                              |                                                                                    |                |                |                |                |                |                |                |                |                |                |                 |

### EPs (ミニアルバム)
- ハブ・ユアセルフ・ア・メリー・リトル・クリスマス - Have Yourself a Merry Little Christmas (1998)

### 映像作品
- ライヴ・イン・パリ - Live in Paris (2002)
- ライヴ・アット・ザ・モントリオール・ジャズ・フェスティヴァル - Live at the Montreal Jazz Festival (2004)
- ライヴ・イン・リオ - Live in Rio (2009)